# پاول وانر
پل وانر (زاده ۲۳ دسامبر ۲۰۰۵) بازیکن فوتبال اهل آلمان است که به عنوان هافبک در بوندس‌لیگا و باشگاه بایرن مونیخ بازی می‌کند.
وانر قبل از پیوستن به تیم جوانان بایرن مونیخ در اواسط سال ۲۰۱۸، برای تیم جوانان اف‌وی راونسبورگ بازی می‌کرد. وانر در ژانویه ۲۰۲۲ توسط یولیان ناگلسمان به تیم اصلی بایرن مونیخ دعوت شد. او اولین بازی حرفه‌ای خود را برای بایرن مونیخ در بوندس‌لیگا در تاریخ ۷ ژانویه ۲۰۲۲ و برابر بروسیا مونشن گلادباخ انجام داد. وانر در دقیقه ۷۵ به جای مارک روکا به عنوان یار تعویضی وارد زمین شد و با ۱۶ سال و ۱۵ روز سن به جوانترین بازیکن تاریخ بایرن مونیخ تبدیل شد و پس از یوسوف موکوکو (که ۱۴ روز جوان‌تر بود) به عنوان دومین بازیکن جوان در تاریخ بوندس‌لیگا نام گرفت.

## بازی‌های ملی
وانر اولین بازی ملی خود را برای تیم ملی زیر ۱۷ سال آلمان در ۶ اوت ۲۰۲۱ و پیروزی ۱۰–۱ مقابل لهستان انجام داد. در مجموع، او هفت بازی در سطح زیر ۱۷ سال انجام داده‌است و دو گل به ثمر رسانده‌است.

## زندگی شخصی
وانر در شهر امتزل و ایالت بادن-وورتمبرگ متولد شده‌است. او همچنین دارای تابعیت دوگانه آلمانی و اتریش است.